# 內地核

地球內部結構

地球的內核，是地球的最深層的部份，半徑1220公里。一般相信它以鐵-鎳之合金組成，以及大概與太陽表面溫度相同，約為5700開氏度。

## 温度与压力
内地核的温度与压力可以通过理论与试验方式估计出铁在内地核与外地核边界压力（约330 GPa）时的融化温度。温度估计为5,700 K（5,400 °C；9,800 °F）。 内地核的压强略高于内外地核边界：估计在330至360帕斯卡（3,300,000至3,600,000標準大氣壓）。铁在这么高的压力下是固体，因为其熔点随压力戏剧性增高（参见克劳修斯－克拉佩龙方程）。
Science杂志上的一篇论文 认为内地核边界铁的熔点是6230 ± 500 K。